# 서벽초등학교
서벽초등학교는 대한민국 경상북도 봉화군 춘양면 서벽리에 있는 공립 초등학교이다.

## 학교 연혁
- 1932년 4월 1일: 춘양공립보통학교 부설 서벽간이학교 개설
- 1941년 4월 1일: 서벽국민학교 승격, 개교, 현 위치로 이전
- 1983년 3월 1일: 병설유치원 개원
- 1995년 3월 1일: 금정분교장 통합
- 1996년 3월 1일: 서벽초등학교로 변경

## 참고 자료
- 서벽초등학교 - 한국교육학술정보원 학교알리미